# 奎斯塔 (新墨西哥州)
奎斯塔（英語：Questa）是位於美國新墨西哥州陶斯縣的村。

## 人口
根據2020年美國人口普查的數據，奎斯塔的面積為19.66平方千米，當中陸地面積為18.33平方千米，而水域面積為1.33平方千米。當地共有人口1742人，而人口密度為每平方千米89人。